# Gabrielle Bou Rached
Pour les articles homonymes, voir Bou et Rached.
Gabrielle Bou Rached est un mannequin et actrice libanaise, née le 13 décembre 1985. Elle a été élue Miss Liban 2005.
Elle est traductrice et a fait des études de politique. Elle mesure 1,75 m et pèse 58 kg.

## Miss Liban
Le 9 décembre 2005, à Jounieh, en direct du Casino du Liban et diffusé sur Lebanese Broadcasting Corporation, Gabrielle Bou Rached est élue Miss Liban devant 30 candidates. Elle a aussi participé aux concours de Miss Asie 2005 et de Miss Univers 2006.
Elle s'est qualifiée au concours de Miss Liban en remportant le titre de Miss Campus de l'université Saint-Joseph de Beyrouth en mai 2005. Elle avait auparavant remporté le titre de Miss ETIB de l’École de traducteurs et d’interprètes de Beyrouth de l'université Saint-Joseph, en février 2004.

## Comédienne
Elle joue le rôle de Yasmin dans le film libanais Falafel (en), de Michel Kammoun (en), tourné à Beyrouth en 2006.